# Ibeotettix alticrista
Ibeotettix alticrista är en insektsart som beskrevs av Günther, K. 1979. Ibeotettix alticrista ingår i släktet Ibeotettix och familjen torngräshoppor. Inga underarter finns listade i Catalogue of Life.